# 6 Horas del Circuito de las Américas 2017
Las 6 Horas del Circuito de las Américas 2017 fue un evento de carreras deportivas de resistencia celebrado en el Circuito de las Américas, Austin, EE. UU., los días 14 a 16 de septiembre de 2017, y se desempeñó como la sexta ronda de la Temporada 2017 del Campeonato Mundial de Resistencia. Timo Bernhard, Brendon Hartley y Earl Bamber de Porsche ganaron la carrera conduciendo el Porsche 919 Hybrid No.2.

## Clasificación
Los ganadores de las poles en cada clase están marcados en negrita.
| Pos | Clase     | N° | Equipo                    | Piloto                | Tiempo         | Grilla A |
| --- | --------- | -- | ------------------------- | --------------------- | -------------- | -------- |
| 1   | LMP1      | 1  | Porsche LMP Team          | Neel Jani             | 1 min 44 s 741 | 1        |
| 2   | LMP1      | 2  | Porsche LMP Team          | Timo Bernhard         | 1 min 44 s 994 | 2        |
| 3   | LMP1      | 8  | Toyota Gazoo Racing       | Sébastien Buemi       | 1 min 46 s 400 | 3        |
| 4   | LMP1      | 7  | Toyota Gazoo Racing       | Kamui Kobayashi       | 1 min 47 s 098 | 4        |
| 5   | LMP2      | 36 | Signatech Alpine Matmut   | Nicolas Lapierre      | 1 min 54 s 024 | 5        |
| 6   | LMP2      | 13 | Vaillante Rebellion       | Mathias Beche         | 1 min 54 s 275 | 6        |
| 7   | LMP2      | 38 | Jackie Chan DC Racing     | Oliver Jarvis         | 1 min 54 s 315 | 7        |
| 8   | LMP2      | 31 | Vaillante Rebellion       | Bruno Senna           | 1 min 54 s 394 | 8        |
| 9   | LMP2      | 26 | G-Drive Racing            | Alex Lynn             | 1 min 54 s 588 | 9        |
| 10  | LMP2      | 24 | CEFC Manor TRS Racing     | Jean-Éric Vergne      | 1 min 55 s 186 | 9        |
| 11  | LMP2      | 37 | Jackie Chan DC Racing     | Alex Brundle          | 1 min 55 s 550 | 11       |
| 12  | LMP2      | 28 | TDS Racing                | Matthieu Vaxiviere    | 1 min 55 s 831 | 12       |
| 13  | LMGTE-Pro | 71 | AF Corse                  | Davide Rigon          | 2 min 03s 057  | 13       |
| 14  | LMGTE-Pro | 67 | Ford Chip Ganassi Team UK | Andy Priaulx          | 2 min 03 s 256 | 14       |
| 15  | LMGTE-Pro | 95 | Aston Martin Racing       | Nicki Thiim           | 2 min 03 s 308 | 15       |
| 16  | LMGTE-Pro | 51 | AF Corse                  | Alessandro Pier Guidi | 2 min 03 s 553 | 16       |
| 17  | LMGTE-Pro | 66 | Ford Chip Ganassi Team UK | Olivier Pla           | 2 min 03 s 750 | 17       |
| 18  | LMGTE-Pro | 97 | Aston Martin Racing       | Jonathan Adam         | 2 min 04 s 051 | 18       |
| 19  | LMGTE Pro | 91 | Porsche GT Team           | Richard Lietz         | 2 min 04 s 323 | 19       |
| 20  | LMGTE Pro | 92 | Porsche GT Team           | Michael Christensen   | 2 min 04 s 386 | 20       |
| 21  | LMGTE Am  | 98 | Aston Martin Racing       | Pedro Lamy            | 2 min 06 s 031 | 21       |
| 22  | LMGTE Am  | 54 | Spirit of Race            | Miguel Molina         | 2 min 07 s 203 | 22       |
| 23  | LMGTE Am  | 61 | Clearwater Racing         | Matt Griffin          | 2 min 07 s 532 | 23       |
| 24  | LMGTE Am  | 77 | Dempsey-Proton Racing     | Matteo Cairoli        | 2 min 08 s 126 | 24       |
| 25  | LMGTE Am  | 86 | Gulf Racing UK            | Ben Barker            | 2 min 08 s 819 | 25       |
| 26  | LMP2      | 25 | CEFC Manor TRS Racing     | Sin tiempo            | Sin tiempo     | 26       |

## Carrera
Resultados por clase
| Pos. general | Pos. clase | Clase     | N.° | Escudería                 | Pilotos                                                   | Automóvil               | Vueltas | Tiempo/Retirado | Campeonato | Campeonato |
| Pos. general | Pos. clase | Clase     | N.° | Escudería                 | Pilotos                                                   | Automóvil               | Vueltas | Tiempo/Retirado | Pos.       | Puntos     |
| LMP          | LMP        | LMP       | LMP | LMP                       | LMP                                                       | LMP                     | LMP     | LMP             | LMP        | LMP        |
| ------------ | ---------- | --------- | --- | ------------------------- | --------------------------------------------------------- | ----------------------- | ------- | --------------- | ---------- | ---------- |
| 1            | 1          | LMP1      | 2   | Porsche LMP Team          | Timo Bernhard Earl Bamber Brendon Hartley                 | Porsche 919 Hybrid      | 192     | 6:00:52.444     | 1          | 25         |
| 2            | 2          | LMP1      | 1   | Porsche LMP Team          | Neel Jani André Lotterer Nick Tandy                       | Porsche 919 Hybrid      | 192     | +0.276          | 2          | 18         |
| 3            | 3          | LMP1      | 8   | Toyota Gazoo Racing       | Sébastien Buemi Stéphane Sarrazin Kazuki Nakajima         | Toyota TS050 Hybrid     | 192     | +21.956         | 3          | 15         |
| 4            | 4          | LMP1      | 7   | Toyota Gazoo Racing       | Mike Conway Kamui Kobayashi José María López              | Toyota TS050 Hybrid     | 192     | +45.026         | 4          | 12         |
| 5            | 1          | LMP2      | 36  | Signatech Alpine Matmut   | Nicolas Lapierre Gustavo Menezes André Negrão             | Alpine A470-Gibson      | 177     | +15 vueltas     | 5          | 10         |
| 6            | 2          | LMP2      | 13  | Vaillante Rebellion       | Mathias Beche David Heinemeier Hansson Nelson Piquet, Jr. | Oreca 07-Gibson         | 176     | +16 vueltas     | 6          | 8          |
| 7            | 3          | LMP2      | 31  | Vaillante Rebellion       | Julien Canal Nicolas Prost Bruno Senna                    | Oreca 07-Gibson         | 176     | +16 vueltas     | 7          | 6          |
| 8            | 4          | LMP2      | 38  | Jackie Chan DC Racing     | Ho-Pin Tung Oliver Jarvis Thomas Laurent                  | Oreca 07-Gibson         | 176     | +16 vueltas     | 8          | 4          |
| 9            | 5          | LMP2      | 37  | Jackie Chan DC Racing     | David Cheng Alex Brundle Tristan Gommendy                 | Oreca 07-Gibson         | 175     | +17 vueltas     | 9          | 2          |
| 10           | 6          | LMP2      | 24  | CEFC Manor TRSM Racing    | Matt Rao Ben Hanley Jean-Éric Vergne                      | Oreca 07-Gibson         | 175     | +17 vueltas     | 10         | 1          |
| 11           | 7          | LMP2      | 28  | TDS Racing                | François Perrodo Matthieu Vaxiviere Emmanuel Collard      | Oreca 07-Gibson         | 174     | +18 vueltas     | 11         | 0.5        |
| 12           | 8          | LMP2      | 26  | G-Drive Racing            | Roman Rusinov Pierre Thiriet Alex Lynn                    | Oreca 07-Gibson         | 168     | +24 vueltas     | 12         | 0.5        |
| Ret          | Ret        | LMP2      | 25  | CEFC Manor TRSM Racing    | Roberto González Simon Trummer Vitaly Petrov              | Oreca 07-Gibson         | 51      | Retirado        | Ret        | Ret        |
| LMP2         |            |           |     |                           |                                                           |                         |         |                 |            |            |
| 5            | 1          | LMP2      | 36  | Signatech Alpine Matmut   | Nicolas Lapierre Gustavo Menezes André Negrão             | Alpine A470-Gibson      | 177     | 6:02:30.300     | 1          | 25         |
| 6            | 2          | LMP2      | 13  | Vaillante Rebellion       | Mathias Beche David Heinemeier Hansson Nelson Piquet, Jr. | Oreca 07-Gibson         | 176     | +1 vuelta       | 2          | 18         |
| 7            | 3          | LMP2      | 31  | Vaillante Rebellion       | Julien Canal Nicolas Prost Bruno Senna                    | Oreca 07-Gibson         | 176     | +1 vuelta       | 3          | 15         |
| 8            | 4          | LMP2      | 38  | Jackie Chan DC Racing     | Ho-Pin Tung Oliver Jarvis Thomas Laurent                  | Oreca 07-Gibson         | 176     | +1 vuelta       | 4          | 12         |
| 9            | 5          | LMP2      | 37  | Jackie Chan DC Racing     | David Cheng Alex Brundle Tristan Gommendy                 | Oreca 07-Gibson         | 175     | +2 vueltas      | 5          | 10         |
| 10           | 6          | LMP2      | 24  | CEFC Manor TRSM Racing    | Matt Rao Ben Hanley Jean-Éric Vergne                      | Oreca 07-Gibson         | 175     | +2 vueltas      | 6          | 8          |
| 11           | 7          | LMP2      | 28  | TDS Racing                | François Perrodo Matthieu Vaxiviere Emmanuel Collard      | Oreca 07-Gibson         | 174     | +3 vueltas      | 7          | 6          |
| 12           | 8          | LMP2      | 26  | G-Drive Racing            | Roman Rusinov Pierre Thiriet Alex Lynn                    | Oreca 07-Gibson         | 168     | +9 vueltas      | 8          | 4          |
| Ret          | Ret        | LMP2      | 25  | CEFC Manor TRSM Racing    | Roberto González Simon Trummer Vitaly Petrov              | Oreca 07-Gibson         | 51      | Retirado        | Ret        | Ret        |
| LMGTE        |            |           |     |                           |                                                           |                         |         |                 |            |            |
| Pos. general | Pos. clase | Clase     | N.° | Escudería                 | Pilotos                                                   | Automóvil               | Vueltas | Tiempo/Retirado | Campeonato | Campeonato |
| Pos. general | Pos. clase | Clase     | N.° | Escudería                 | Pilotos                                                   | Automóvil               | Vueltas | Tiempo/Retirado | Pos.       | Puntos     |
| 13           | 1          | LMGTE Pro | 51  | AF Corse                  | James Calado Alessandro Pier Guidi                        | Ferrari 488 GTE         | 167     | 6:01:04.459     | 1          | 25         |
| 14           | 2          | LMGTE Pro | 92  | Porsche GT Team           | Michael Christensen Kévin Estre                           | Porsche 911 RSR         | 167     | +25.663         | 2          | 18         |
| 15           | 3          | LMGTE Pro | 71  | AF Corse                  | Davide Rigon Sam Bird                                     | Ferrari 488 GTE         | 167     | +31.194         | 3          | 15         |
| 16           | 4          | LMGTE Pro | 95  | Aston Martin Racing       | Nicki Thiim Marco Sørensen                                | Aston Martin Vantage    | 167     | +34.878         | 4          | 12         |
| 17           | 5          | LMGTE Pro | 97  | Aston Martin Racing       | Darren Turner Jonathan Adam Daniel Serra                  | Aston Martin Vantage    | 167     | +1:50.831       | 5          | 10         |
| 18           | 6          | LMGTE Pro | 91  | Porsche GT Team           | Richard Lietz Frédéric Makowiecki                         | Porsche 911 RSR         | 166     | +1 vuelta       | 6          | 8          |
| 19           | 7          | LMGTE Pro | 67  | Ford Chip Ganassi Team UK | Andy Priaulx Harry Tincknell                              | Ford GT                 | 166     | +1 vuelta       | 7          | 6          |
| 20           | 8          | LMGTE Pro | 66  | Ford Chip Ganassi Team UK | Stefan Mücke Olivier Pla                                  | Ford GT                 | 166     | +1 vuelta       | 8          | 4          |
| 21           | 1          | LMGTE Am  | 98  | Aston Martin Racing       | Paul Dalla Lana Pedro Lamy Mathias Lauda                  | Aston Martin V8 Vantage | 162     | +5 vueltas      | 9          | 2          |
| 22           | 2          | LMGTE Am  | 61  | Clearwater Racing         | Weng Sun Mok Keita Sawa Matt Griffin                      | Ferrari 488 GTE         | 162     | +5 vueltas      | 10         | 1          |
| 23           | 3          | LMGTE Am  | 54  | Spirit of Race            | Thomas Flöhr Francesco Castellacci Miguel Molina          | Ferrari 488 GTE         | 159     | +8 vueltas      | 11         | 0.5        |
| 24           | 4          | LMGTE Am  | 77  | Dempsey-Proton Racing     | Christian Ried Matteo Cairoli Marvin Dienst               | Porsche 911 RSR (991)   | 148     | +19 vueltas     | 12         | 0.5        |
| Ret          | Ret        | LMGTE Am  | 86  | Gulf Racing UK            | Michael Wainwright Ben Barker Nick Foster                 | Porsche 911 RSR (991)   | 92      | Retirado        | Ret        | Ret        |
| LMGTE Am     |            |           |     |                           |                                                           |                         |         |                 |            |            |
| 21           | 1          | LMGTE Am  | 98  | Aston Martin Racing       | Paul Dalla Lana Pedro Lamy Mathias Lauda                  | Aston Martin V8 Vantage | 162     | 6:01:37.610     | 1          | 25         |
| 22           | 2          | LMGTE Am  | 61  | Clearwater Racing         | Weng Sun Mok Keita Sawa Matt Griffin                      | Ferrari 488 GTE         | 162     | +50.059         | 2          | 18         |
| 23           | 3          | LMGTE Am  | 54  | Spirit of Race            | Thomas Flöhr Francesco Castellacci Miguel Molina          | Ferrari 488 GTE         | 159     | +3 vueltas      | 3          | 15         |
| 24           | 4          | LMGTE Am  | 77  | Dempsey-Proton Racing     | Christian Ried Matteo Cairoli Marvin Dienst               | Porsche 911 RSR (991)   | 148     | +14 vueltas     | 4          | 12         |
| Ret          | Ret        | LMGTE Am  | 86  | Gulf Racing UK            | Michael Wainwright Ben Barker Nick Foster                 | Porsche 911 RSR (991)   | 92      | Retirado        | Ret        | Ret        |

Fuentes: FIA WEC.